# Francesco Masini
 (mai 2025).
Francesco Masini (Florence, 16 juillet 1804 - Paris, 20 août 1863) est un compositeur italien ayant fait sa carrière en France.

## Biographie
Dans la douce lumière de Florence, un matin d'été de 1804, naquit Francesco Masini. Dès son plus jeune âge, la musique sembla couler dans ses veines comme une seconde nature. On raconte que le muscisien s'inspirera des mélodies entendues par l'enfant à travers les ruelles ombragées de sa ville natale.
Masini grandit en façonnant son art au fil des ans. Mais Florence, malgré toute sa splendeur, devint bientôt trop étroite pour ses ambitions. Vers 1830, il mit le cap sur Paris, la ville lumière, celle qui, au gré des bals et des salons, battait au rythme effervescent des arts.
À Paris, Francesco Masini se spécialisa dans la romance, un genre musical populaire au XIXe siècle, caractérisé par des mélodies simples et expressives accompagnées au piano. Il devint vite une figure familière. Les grands salons s’ouvraient à lui, avides de ses romances douces et poignantes. On le surnomma bientôt « le Bellini de la romance » — un hommage à la pureté de ses mélodies et à la grâce discrète de ses compositions.
Masini s'est spécialisé dans la romance, un genre musical populaire au XIXe siècle, caractérisé par des mélodies simples et expressives accompagnées au piano. Ses compositions, telles que « Je l'aimais déjà », « La jalouse » et « Une fleur pour réponse », étaient prisées dans les salons parisiens de l'époque.
Parmi ses œuvres les plus célèbres, on fredonnait alors Je l'aimais déjà, La jalouse ou encore Une fleur pour réponse.
Modeste et passionné, Masini enseignait aussi le chant, transmettant à ses élèves l’art subtil d’émouvoir sans artifice. 
Francesco Masini s’éteignit à Paris le 20 août 1863, laissant derrière lui une œuvre discrète mais précieuse, comme un parfum ancien dont la douceur flotte encore dans l’ombre des vieux salons. 

## Œuvres
Parmi son abondante production de romances, on peut citer : 
- La Jalouse (1833) – Romance sur un poème de Marceline Desbordes-Valmore, dédiée à Mme Cinti-Damoreau.
- Dis-moi qu’ils ont menti (vers 1835) – Romance sur un texte d’Émile Barateau publiée chez J. Meissonnier, probablement rééditée en 1845.
- La Refrain de la fileuse (vers 1835) – Romance sur un texte d’Émile Barateau publiée chez J. Meissonnier, probablement rééditée en 1845.
- La Belle Véronaise (1845) – Chanson pour voix et guitare, également connue sous le titre Gondolina.
- La Sentinelle (1845) – Ballade imitée de l’allemand, sur un texte de Laure Jourdain.
- Les Amoureux de village (1845) – Chansonnette avec accompagnement de guitare.
- L’Appui du roseau (date inconnue) – Prière sur un texte d’Émile Barateau.
- Une fleur pour réponse (date inconnue) – Romance également connue sous le titre Our Parting Word, Mary! sur un texte d’Émile Barateau.
- Mieux que belle (date inconnue) – Romance sur un texte d’Hippolyte-Louis Guérin de Litteau.
- Je l’aimais déjà ! (date inconnue) – Romance sur un texte d’Émile Barateau.
- Le Nom de sœur (date inconnue) – Romance sur un texte d’Émile Barateau.
- Veux-tu mon nom ? (date inconnue) – Romance sur un texte de Richomme.
- L’Enfant volé (date inconnue) – Romance sur un texte de Constantin.
- Mère et sœur (date inconnue) – Romance pour voix et piano.